# Nemoria arizonaria
Nemoria arizonaria är en fjärilsart som beskrevs av Augustus Radcliffe Grote 1883. Nemoria arizonaria ingår i släktet Nemoria och familjen mätare. Inga underarter finns listade i Catalogue of Life.